# Speleonectes emersoni
Speleonectes emersoni är en kräftdjursart som beskrevs av Lorentzen, Koenemann, Iliffe 2007. Speleonectes emersoni ingår i släktet Speleonectes och familjen Speleonectidae. Inga underarter finns listade i Catalogue of Life.